# 女娄无心菜
女娄无心菜（学名：Arenaria melandryiformis）是石竹科无心菜属的植物。分布在中国大陆的西藏等地，生长于海拔4,000米至4,900米的地区，常生长在山顶裸岩地或倒石滩，目前尚未由人工引种栽培。